# Anomalon venustulum
Anomalon venustulum là một loài tò vò trong họ Ichneumonidae.